# Антон Абт
Абт Антон (нім. Abt Anton — 26 грудня 1841 — 16 лютого 1895) — німецький римо-католицький теолог і письменник. Писав під псевдонімом Walter von Münich. Народився в родині дуже побожних батьків у невеличкому селі Зееленберг неподалік від Франкфурта на Майні. Вивчав філософію і теологію у Майнці і Лімбурзі. Працював гімназіальним вчителем реліігії, у 1870 р. відкрив у Оберланштейні (неподалік Кобленца) приватну вищу школу, котра через три роки отримала статус міської. Пізніше був капеланом і священиком в різних містах Німеччини. Його теологічні праці присвячені головно історії римо-католицької Церкви, серед художніх творів відо мі «Мільонний спадок», «Веселі оповідання з-понад Рейну», «Через газету. Чудасії одного людського життя»